# Щурова (гмина)
Щурова (пол. Szczurowa) — сельская гмина (волость) в Польше, входит как административная единица в Бжеский повет (Малопольское воеводство), Малопольское воеводство. Население — 9863 человека (на 2004 год).

## Демография
| Перепись                       | Всего   | Всего | Женщины | Женщины | Мужчины | Мужчины |
| ------------------------------ | ------- | ----- | ------- | ------- | ------- | ------- |
| Единицы                        | человек | %     | человек | %       | человек | %       |
| Население                      | 9863    | 100   | 4947    | 50,2    | 4916    | 49,8    |
| Плотность населения (чел./км²) | 73,3    | 73,3  | 36,7    | 36,7    | 36,5    | 36,5    |

## Соседние гмины
1. Гмина Бохня
2. Гмина Боженцин
3. Гмина Бжеско
4. Гмина Дрвиня
5. Гмина Кошице
6. Гмина Радлув
7. Гмина Жезава
8. Гмина Ветшиховице

## Персоналии
В с. Щурова родились:
- Михал Чилевский (1787—1848) — польский художник.
- Станислав Загая (1925—2004) — известный польский помолог, селекционер, член Польской академии наук, профессор и директор Института садоводства и цветоводства.